# Ostra antica
Ostra (in greco Οστρα) era una città romana della regione VI Augustea (Umbria et Ager Gallicus), prima praefectura poi municipium, città nel territorio una volta occupato dai Senones (in Ager Gallicus in Piceno). Situata nella località Le Muracce dell'odierno comune di Ostra Vetere da cui dista circa 3 km, in provincia di Ancona, su un terrazzo di fondovalle alla sinistra del fiume Misa, l'antico fiume Sena. Nel ventunesimo secolo è un'area archeologica demaniale e tutelata da vincolo archeologico, l'area degli scavi ed i terreni adiacenti sono di proprietà dello Stato Italiano. Oltre che sito archeologico è usato anche come luogo di eventi musicali ed artistici.

## Origini del nome
Nonostante storici e letterati abbiano tentato di darne spiegazione plausibile, è ancora ammantata di mistero, l'origine del nome. Di seguito in rassegna alcune delle ipotesi maggiormente credibili:
- Da "Beth Ostra" (Casa di Astarte), l'Afrodite fenicia sposa di Adone, adorata nell'area semitica nord-occidentale.
- Da "Ostrea" (Conchiglia-Ostrica), il sito ove essa sorse (denominato Muracce) avrebbe avuto la forma di una conchiglia.[2]
- Da "Ostrum" (Porpora); come scriveva il poeta romano Silio Italico, l'industria della porpora nella zona di Ancona, non era meno famosa di quella di Sidone e Tiro (che non ne detenevano il monopolio).[2]
- Da "Austra" voce di origine germanica (posta a sud), per la sua ubicazione nell'estremo meridione del territorio occupato dai Galli.
- Da "Ostrya" (albero di carpinella), nome assegnato dai naviganti greci per la presenza di boscosità caratterizzate da questa pianta delle betullacee.
- Da "Austra", voce, che al contrario della omonima versione germanica, in lingua latina equivale a: "dispositivo per attingere acqua posto su corsi fluviali", in questo caso il fiume Misa (un tempo chiamato Sena), per irrigare i campi circostanti.
- Dal germanico "Ostrau", città di volgari e burberi posta ad est.

## Territorio
L’ubicazione topografica favorevole di Ostra, nella media valle del Misa, lungo la direttrice che collegava Roma alla colonia di Sena Gallica, a non grande distanza da questa città è la motivazione della scelta del luogo di fondazione della città. A ciò si aggiunga il fatto che essa occupa un ampio terrazzo alluvionale di fondovalle sulla sinistra del fiume Misa, un’unità morfologica favorevole all'insediamento. La vicinanza con Sena Gallica e con Aesis, il trovarsi lungo una direttrice importante nel punto in cui, verosimilmente, vi confluisce la direttrice proveniente dalla media valle dell'Esino e le propizie condizioni ambientali sono tutti elementi che portano effettivamente a supporre un possibile inserimento di questo sito all’ interno di quel processo di colonizzazione “spontanea” che precede quello spinto dalla Lex flaminia de agro gallico et piceno viritim dividundo ("Legge Flaminia sul territorio gallico e piceno da distribuire individualmente") del 232 a.C. con la quale tutto l'ager Gallicus e il Piceno vennero riorganizzati. Questo nucleo urbano si configurava amministrativamente come praefectura.

## Storia
Sorta su un terrazzo fluviale, fu dapprima prefettura nel 232 a.C. per poi ricevere lo statuto municipale nel corso del I secolo a.C fino a raggiungere nel II d.C. il momento di maggiore fioritura.
Le poche iscrizioni pervenuteci provano che in età imperiale era Municipium (C. I. L., vi, 3884, 19; xi, 5750), benché nel Liber Coloniarum citato (Ostrensis ager) sia compresa tra le colonie.
Era iscritta alla tribù Pollia (C. I. L., 3884, 19; xi, 6190) ed ebbe ordinamenti comuni agli altri municipi. Le poche iscrizioni pervenute ci attestano la presenza di magistrati come un "duovir designatus" (C. I. L., xi, 6190), un "sexvir... et Aug." (C. I. L., xi, 6192). Le iscrizioni menzionano inoltre delle corporazioni artigiane: un "collegium fabrum" (C. I. L., xi, 6191) un "collegium centonariorurn" (C. I. L., xi, 5750) ed un "augur" (C. I. L., xi, 6190) e ci attestano il culto della Bona Dea (C. I. L., xi, 6185).
Labili tracce di una prima frequentazione dell’area si datano al III-II secolo a.C., mentre una prima definizione in senso urbano si manifesta nel corso dell’età medio-repubblicana, quando inizia l’allestimento della vasta piazza centrale della città, che in questa fase non si presentava ancora pavimentata in lastre di pietra, ma semplicemente inghiaiata.
A partire dall’età imperiale tutta la piazza Forense viene pavimentata con lastre di marmo e di calcare e viene circondata dai principali edifici pubblici, compresi il teatro e il tempio. Anche gli edifici che già si affacciavano sulla piazza, come il piccolo sacello, vengono risistemati e dotati di maggiore impatto monumentale, applicando delle vere e proprie quinte architettoniche alla facciata rivolta sulla piazza. Tra gli edifici di nuova realizzazione, nel lato occidentale del Foro emerge il complesso formato dal tempio su podio e dal vicino edificio (struttura 4).
Nel corso della prima età imperiale vengono definiti anche gli assi viari urbani principali, inoltre l’area del foro viene definitivamente inclusa in un perimetro murario nel quale, in corrispondenza
dell’arrivo sulla piazza forense dell’asse stradale principale della città, viene aperta una porta monumentale. Questa fase corrisponde con il periodo di massimo sforzo monumentale del centro della città, collocabile tra l’età augustea e la fine del I sec. d.C.
Dopo l’epoca giulio-claudia, un secondo momento di grande fervore architettonico coincise con il periodo compreso tra la seconda metà del I e l’inizio del II secolo d.C., quando si portarono a compimento opere di ampio respiro, come il vasto complesso termale pubblico posto nel settore sud-orientale della città.
Secondo la tradizione la città fu abbandonata a seguito delle invasioni barbariche che caratterizzarono l'Italia centrale attorno al V-VI secolo e che portarono ad una prima distruzione della città nel 410 ad opera dei Visigoti di Alarico. Gli abitanti di Ostra si rifugiarono allora sui colli circostanti, dove fondarono nuovi centri abitati: nacquero così i comuni di Montalboddo (o Monte Bodio) e Montenovo, i quali nel XIX secolo, per avvalorare la discendenza dall'antico municipio romano e non senza dispute relative al diritto di fregiarsi del nome, acquisirono rispettivamente le denominazioni di Ostra Vetere  e di Ostra (già Montalboddo), sulla destra del Misa, e di Belvedere Ostrense.
Attestata come diocesi fu sede vescovile nel corso del VI secolo d.C.; le ultime testimonianze relative ad Ostra antica risalgono all'anno 502, quando il vescovo della Diocesi di Ostra Martiniano partecipò al sinodo indetto a Roma da Papa Simmaco.
Nonostante questo e nonostante la vicinanza a Senigallia, centro portuale entrato a far parte della Pentapoli bizantina, alla ﬁne del VI-inizi del VII secolo Ostra cessa di esistere come città quando viene definitivamente abbandonata. Per Ostra, così come Suasa e tanti altri centri marchigiani, non si trattò però di una fine violenta, non muore per particolari vicende militari, ma per un progressivo abbandono dovuto alla generale situazione di insicurezza causato soprattutto dalle vicende della guerra greco-gotica, prima, e dall'espansione verso nord del ducato longobardo di Spoleto, poi. La vicinanza con Sena Gallica e la presenza della pentapoli marittima bizantina non furono sufficienti per arginare i Longobardi, né per far continuare a vivere la città. Le città di fondovalle, difﬁcilmente difendibili, vengono abbandonate a favore di nuovi centri sorti sulle alture isolate poste lungo i crinali. Questo progressivo venir meno della realtà urbana lo si vede archeologicamente nelle fosse di spoliazione dei muri, nelle diverse calcare rinvenute nel settore centrale della città e, soprattutto, nelle numerose tombe realizzate nella piazza del foro, segno inequivocabile di un radicale mutamento funzionale di tale spazio. Le tombe del foro, però, non indicano solo questo cambiamento d’uso della piazza centrale della città, ma suggeriscono anche la trasformazione del tempio che si affacciava sul foro in chiesa cristiana.
La continuazione e la sopravvivenza del luogo sembra verosimilmente legata alla presenza di un edificio di culto. Solo ipotizzando che il tempio principale della città romana sia stato trasformato in una chiesa cristiana si può giustiﬁcare che questo sia l’unico ediﬁcio di Ostra rimasto sempre in vista e conservato anche oggi in alzato. Ulteriore conferma sono le numerose tombe che occupano il settore della piazza forense antistante il tempio stesso le quali, sulla base del poco materiale di corredo trovato in alcune di esse, arrivano senza alcun dubbio quanto meno alla metà del VII secolo. Si può dunque supporre per Ostra lo stesso fenomeno che in Emilia Romagna è attestato per Veleia e Claterna, dove le città romane scompaiono ma, là dove erano gli antichi centri urbani, restano delle chiese che, nei due casi emiliani, diventano anche pievi.

### Epoca contemporanea
Nel 2005 nel corso della XIV legislatura della Repubblica Italiana venne presentato un disegno di legge (n. 3412 del 10 maggio 2005) da parte del senatore Luciano Magnalbò per l'istituzione del "Parco archeologico, storico e culturale di Sentinum, Suasa e Ostra".
Il 1 agosto 2012, proposto nell'ambito del TAU/Teatri Antichi Uniti, al tramonto del sole (ore 20), all'Area Archeologica Le Muracce di Ostra Vetere, torna una rappresentazione ispirata al teatro antico della tragedia greca: "Antigone quartet concerto", narrazione musicale della vicenda di Antigone ad opera di Elena Bucci e Marco Sgrosso.
Nel mese di agosto del 2021 viene presentato ad Ostra Vetere nella piazza di fronte al Polo museale Montenovo il volume a cura di P.L. Dall'Aglio dell’Università degli Studi di Bologna e C. Franceschelli dell’Università di Clermont Auvergne "Ostra: archeologia di una città romana delle Marche (scavi 2006-2019)", che è il compendio delle scoperte effettuate nel corso delle campagne di scavo, svoltesi a partire dal 2006.

## L'area archeologica

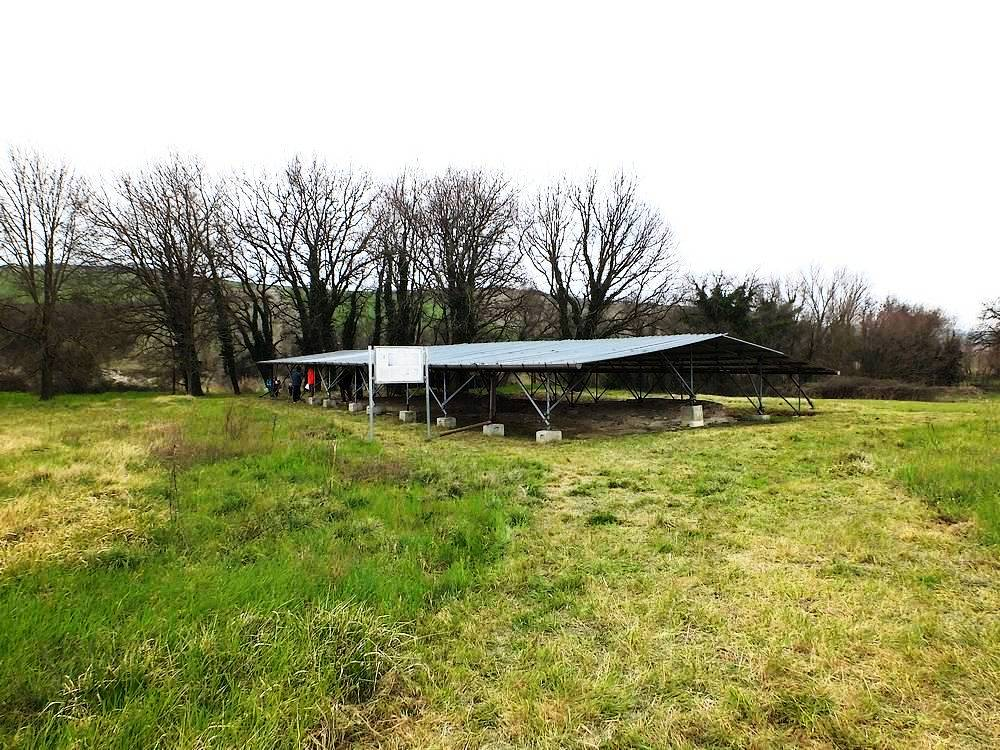
Ostra antica, terme romane

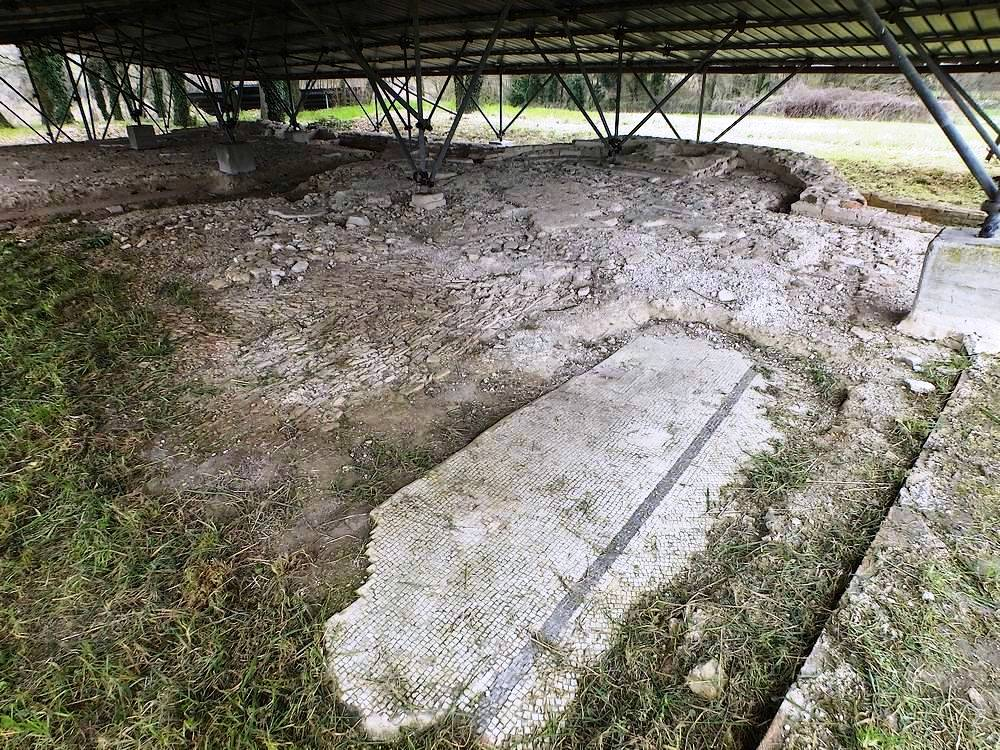
Ostra antica, terme romane

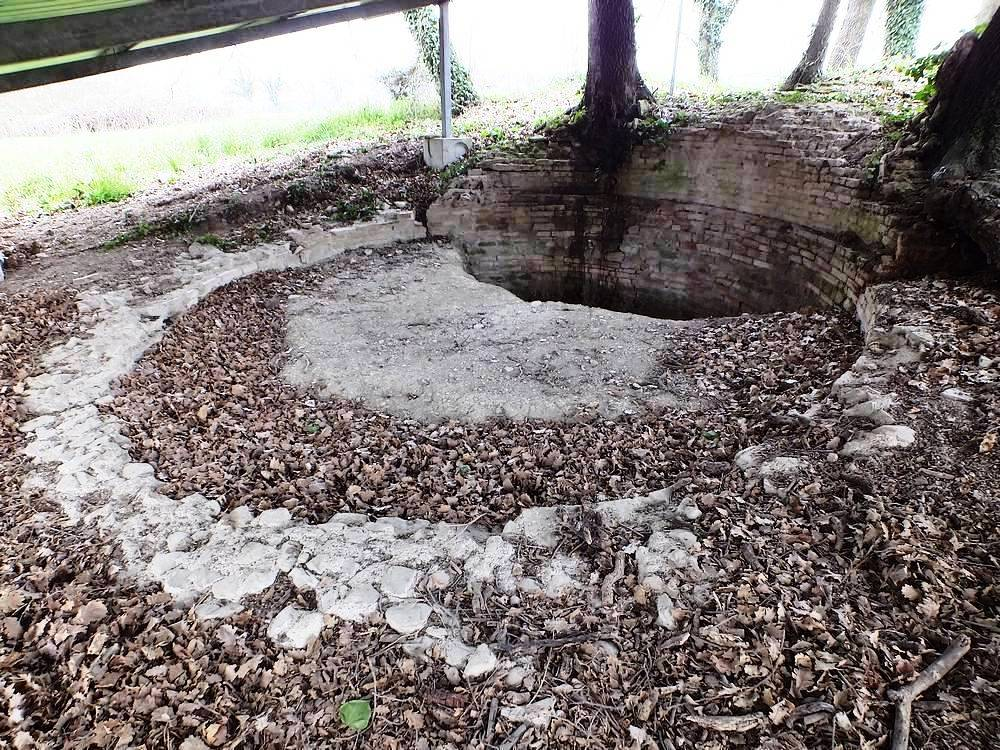
Ostra antica, terme romane

Attualmente sono visibili un impianto termale, il teatro, un edificio templare, il foro e i resti di tratti di via basolata.

### Le Terme
Anche l'area delle terme venne scavata dal Cav. Baldoni nel 1903-1904. Per quanto riguarda l’impianto termale, furono complessivamente messi in luce 25 ambienti, tra i quali si è riconosciuto il
calidarium e il frigidarium, con pareti rivestite di marmo e il piano pavimentale a mosaico. Furono inoltre individuati due forni e una grande vasca, probabilmente con funzione di riserva d’acqua per l’impianto termale.
Negli anni 2000 furono condotti lavori di restauro conservativo nell'area del complesso termale, sempre dalla Soprintendenza. Durante questo intervento, infatti, oltre a poter stabilire che le terme furono realizzate tra la fine del I e l’inizio del II sec. d.C., fu possibile accertare, al di sotto dei pavimenti a mosaico degli ambienti termali, la presenza di piani pavimentali più antichi, databili tra l’età tardo repubblicana e l’età augustea, riferibili ad un primo impianto termale o ad un quartiere residenziale precedente le terme stesse.
Dopo l’epoca giulio-claudia, un secondo momento di grande fervore architettonico coincise con il periodo compreso tra la seconda metà del I e l’inizio del II secolo d.C., quando si portarono a compimento opere di ampio respiro, come il vasto complesso termale pubblico posto nel settore sud-orientale della città.

### Il Teatro

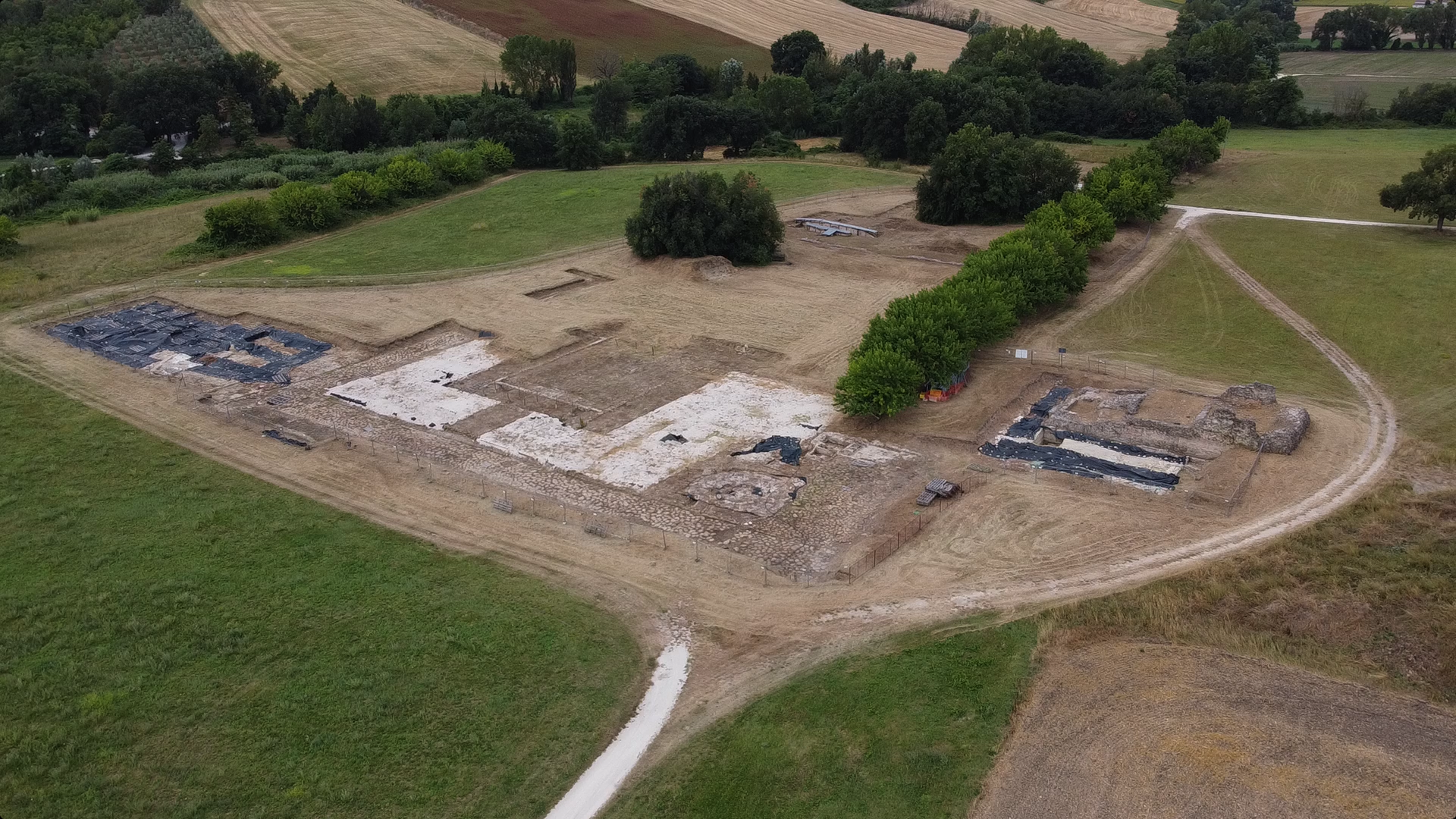
Ostra antica, vista aerea del foro, tempio su podio, struttura 4 durante gli scavi e sullo sfondo l'area del teatro prima del restauro del 2020.

Il Teatro venne scoperto e scavato dal Cav. Baldoni durante la campagna del 1903-1904, situato tra l'area forense e le terme, che, con i suoi 44,60 m di diametro, rappresenta il più piccolo edificio di tale tipologia rinvenuto nella regione marchigiana. Ne furono messe in luce la scena, con la parete di fondo movimentata dall'alternanza di nicchie a pianta rettangolare e semicircolare, e parte di una pavimentazione in grandi lastre di cotto, riferibile alla zona dell’orchestra. La pianta dei resti portati in luce ci restituisce un diametro massimo dell’edificio teatrale di 48,60 mq e all’ epoca era conservato, in alcuni punti, per circa 2 metri di altezza dal piano di campagna antico.

### Il Tempio su podio

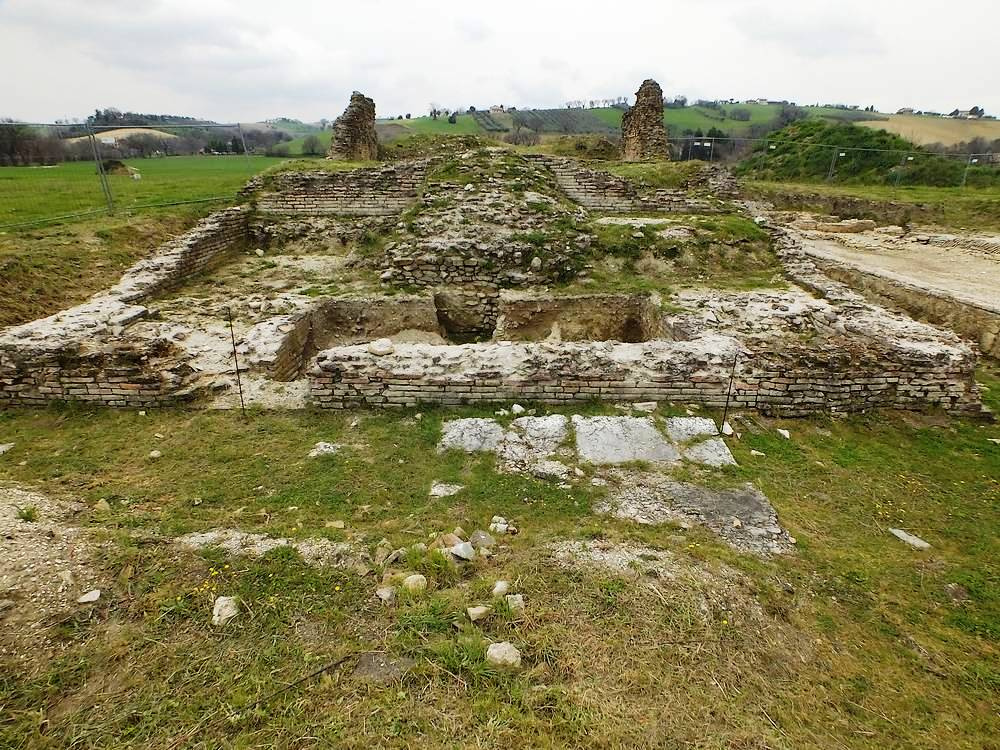
Ostra antica, Tempio su podio, vista frontale

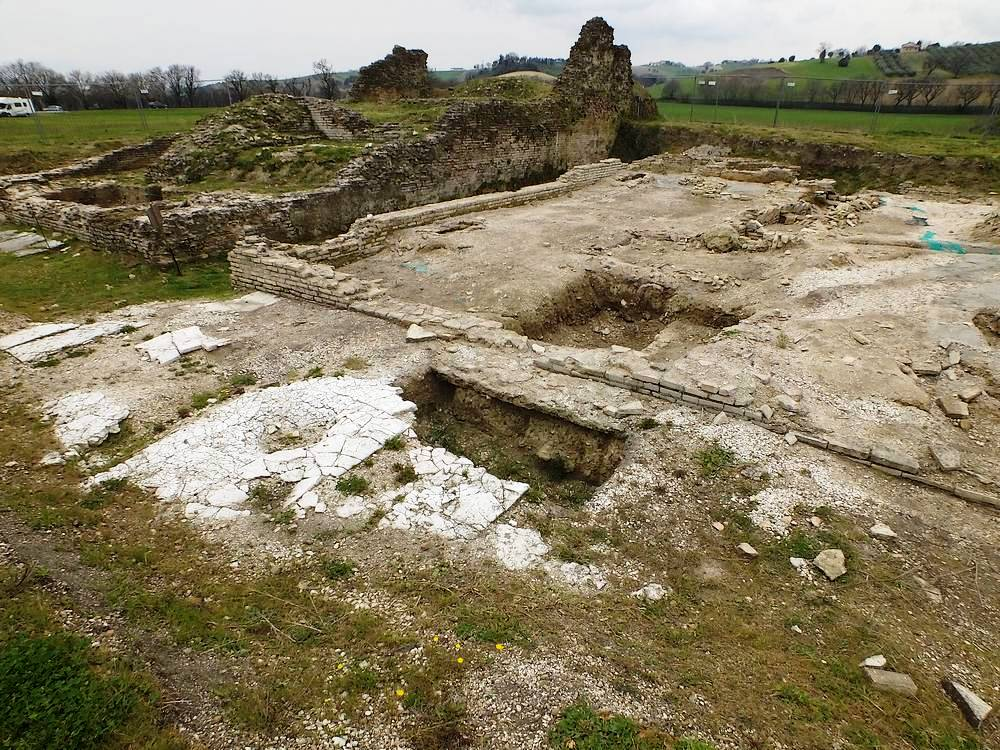
Ostra antica, Tempio su podio e Struttura 4, vista laterale

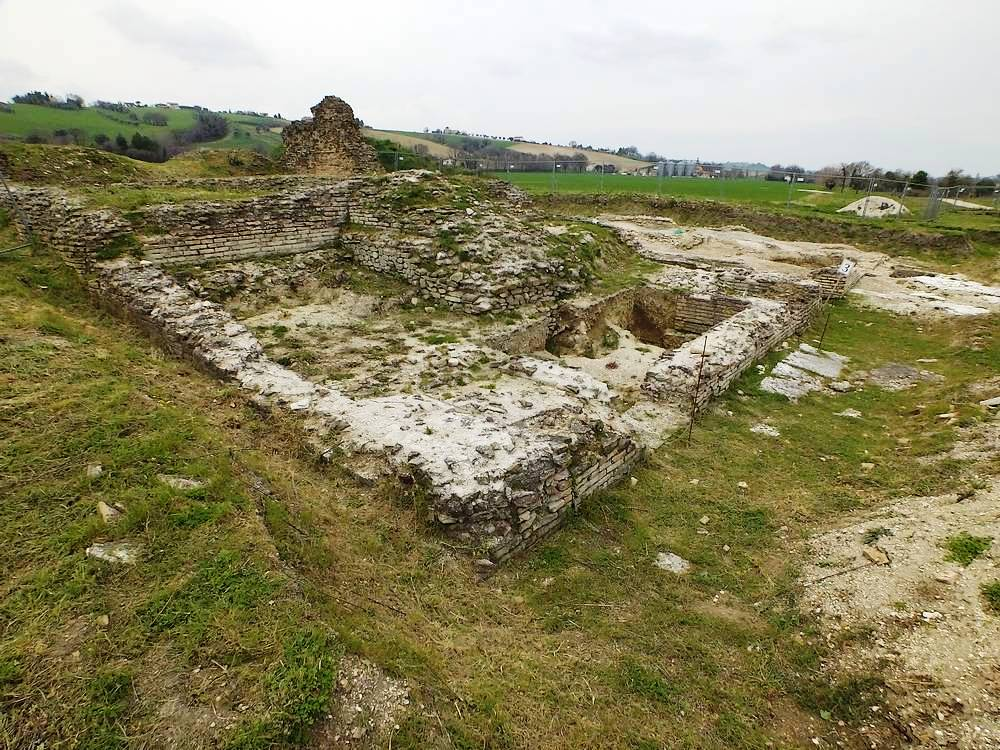
Ostra antica, Tempio su podio e Struttura 4 sullo sfondo, vista laterale

A partire dall'età imperiale tutta la piazza forense viene pavimentata con lastre di marmo e di calcare e viene circondata dai principali edifici pubblici, compresi il teatro e il tempio. Tra gli edifici di nuova realizzazione, nel lato occidentale del Foro emerge il complesso formato dal tempio su podio e dal vicino edificio denominato struttura 4. Tale edificio, di incerta funzione, si compone di una sala anteriore rettangolare e di una parte posteriore organizzata in tre ambienti contigui - di cui quello centrale absidato - tutti comunicanti con la sala centrale di cui si conserva parte della pavimentazione in mosaico di colore bianco.
Il Tempio su podio, situato a circa 50 m a nord del teatro, è un vasto edificio rettangolare diviso in tre vani, di cui restano in piedi i muri perimetrali per circa m 2 di altezza. Già individuato dai vecchi scavi del 1903-1904, tale edificio (25 × 12 m), si conserva per un'altezza di circa 2,5 m dal piano di campagna attuale e per quasi 4 m dal piano originario del foro. A pianta rettangolare, doveva presentare una fronte tetrastila con un podio di considerevoli dimensioni al quale si saliva per mezzo di due scalinate laterali, per poi accedere agli ambienti pertinenti all'edificio di culto vero e proprio per mezzo di una scalinata centrale. Tutte le strutture murarie erano eseguite con una tecnica laterizia di buona fattura, composta di un nucleo interno in calce, rivestito sia internamente che esternamente da una cortina laterizia formata da fittili tagliati a forma di parallelepipedi a base triangolare, disposti regolarmente su corsi sovrapposti. Il tempio era inserito all'interno di un corridoio di servizio pavimentato a mosaico, che lo circondava su tre lati con la sola eccezione della fronte, affacciata direttamente sulla piazza forense.
L'edificio denominato struttura 4 (17,90 × 11,15 m), è composto da una sala anteriore rettangolare e di una parte posteriore organizzata in tre ambienti contigui, di cui quello centrale absidato, tutti comunicanti con la sala centrale ma non collegati tra loro. La sala centrale conserva una fascia di mosaico pavimentale di colore bianco lungo i muri perimetrali, mentre al centro doveva presentare una pavimentazione in lastre di marmo, purtroppo del tutto spogliata nelle fasi tarde di abbandono della struttura. Analogo impegno decorativo era inoltre riservato alle pareti, che conservano ancora il rivestimento in marmo alla base, mentre nelle parti alte dovevano essere arricchite da stucchi colorati, recuperati in grande quantità nei livelli di crollo. A parte il forte legame strutturale con il vicino tempio su podio, con il quale condivide la tecnica costruttiva, non è chiaro quale tipo di funzione svolgesse in origine questa aula: considerando la posizione, il carattere monumentale e la planimetria, sembrerebbero plausibili, infatti, diverse ipotesi sia nella direzione di una seconda struttura sacra (sacello) che civile (sede di una corporazione).
A partire dal V secolo si hanno limitati interventi di sistemazione nell'area del podio del tempio, dove le due scale inferiori sono tamponate per contrastare la crescita del suolo di calpestio nel piazzale esterno. Tale operazione sembra suggerire la persistenza d'uso di tale edificio, che poteva ancora preservare un qualche carattere di monumentalità, soprattutto se si vuole ipotizzare una conversione della struttura da luogo di culto pagano in chiesa. A sostegno di questa ipotesi, avvalorata dalla fonte scritta di inizi VI secolo che menziona un vescovo facente capo alla diocesi ostrense, è anche l'articolato complesso cimiteriale che consta ormai di oltre 50 sepolture, datate almeno dalla fine del V-inizio del VI secolo, rinvenuto tutto attorno all'edificio.

### Il Foro di Ostra

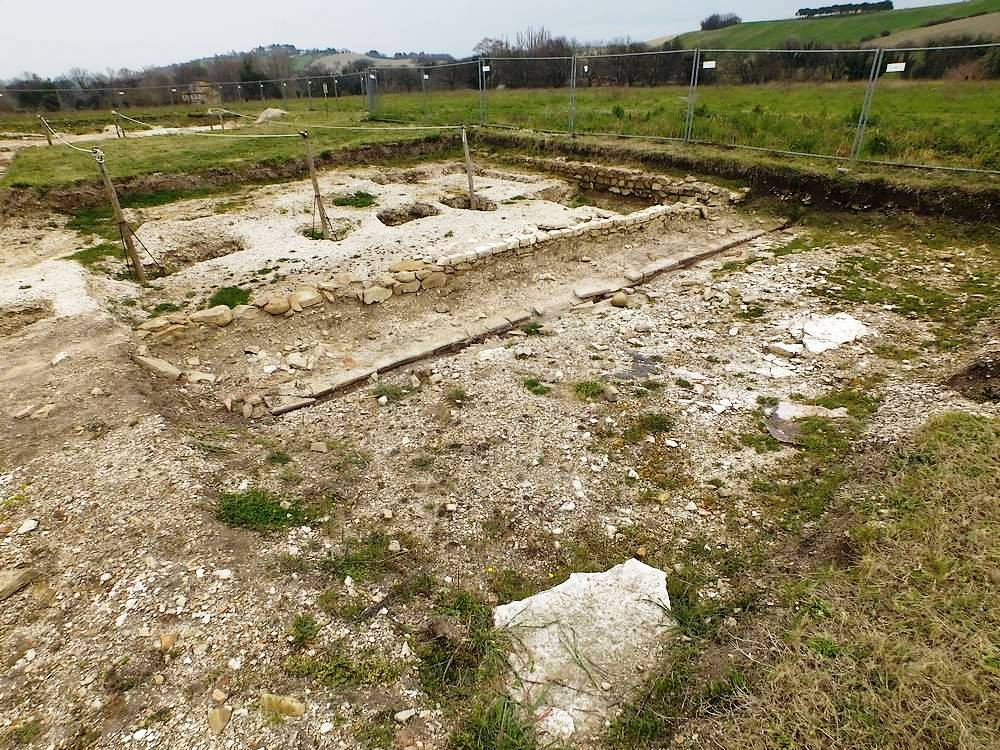
Ostra antica, area forense, corsie di voto della Struttura 14.

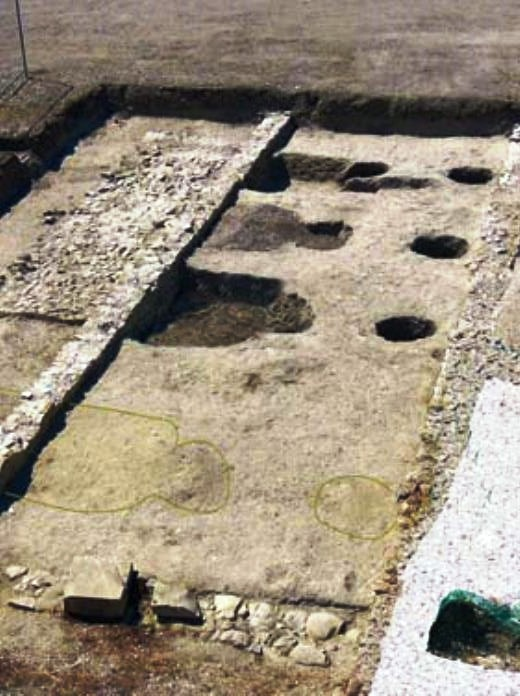
Ostra antica, area forense, pozzetti ubicati al limite nord di Struttura 14.

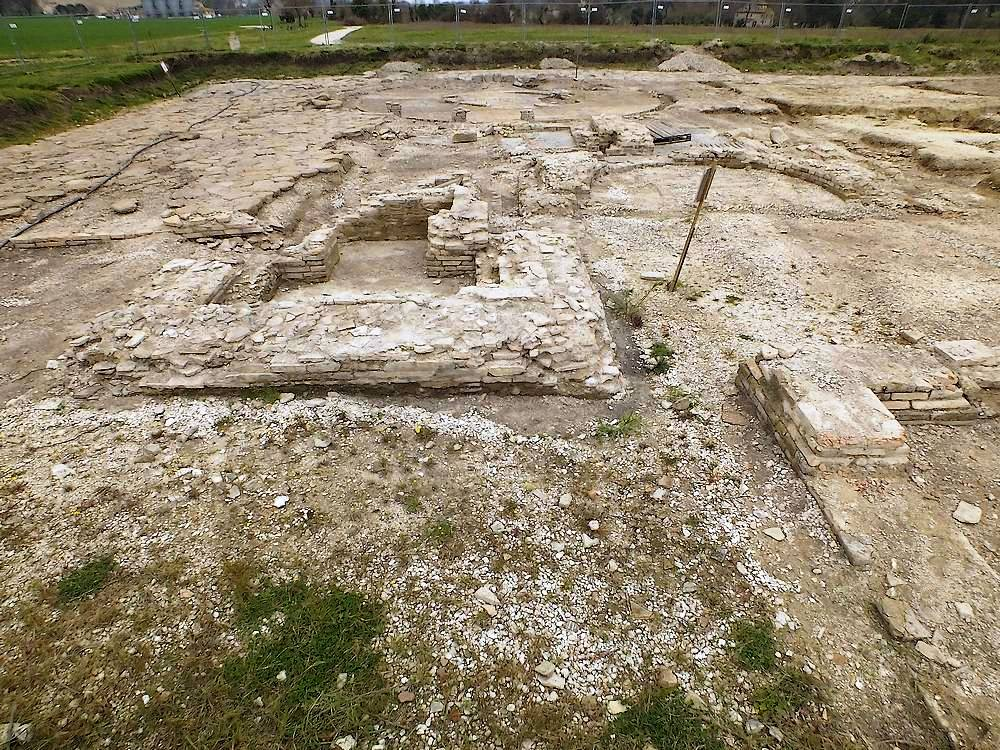
Ostra antica, area forense, Struttura 18,Struttura 19 ed Edificio a pianta circolare sullo sfondo.

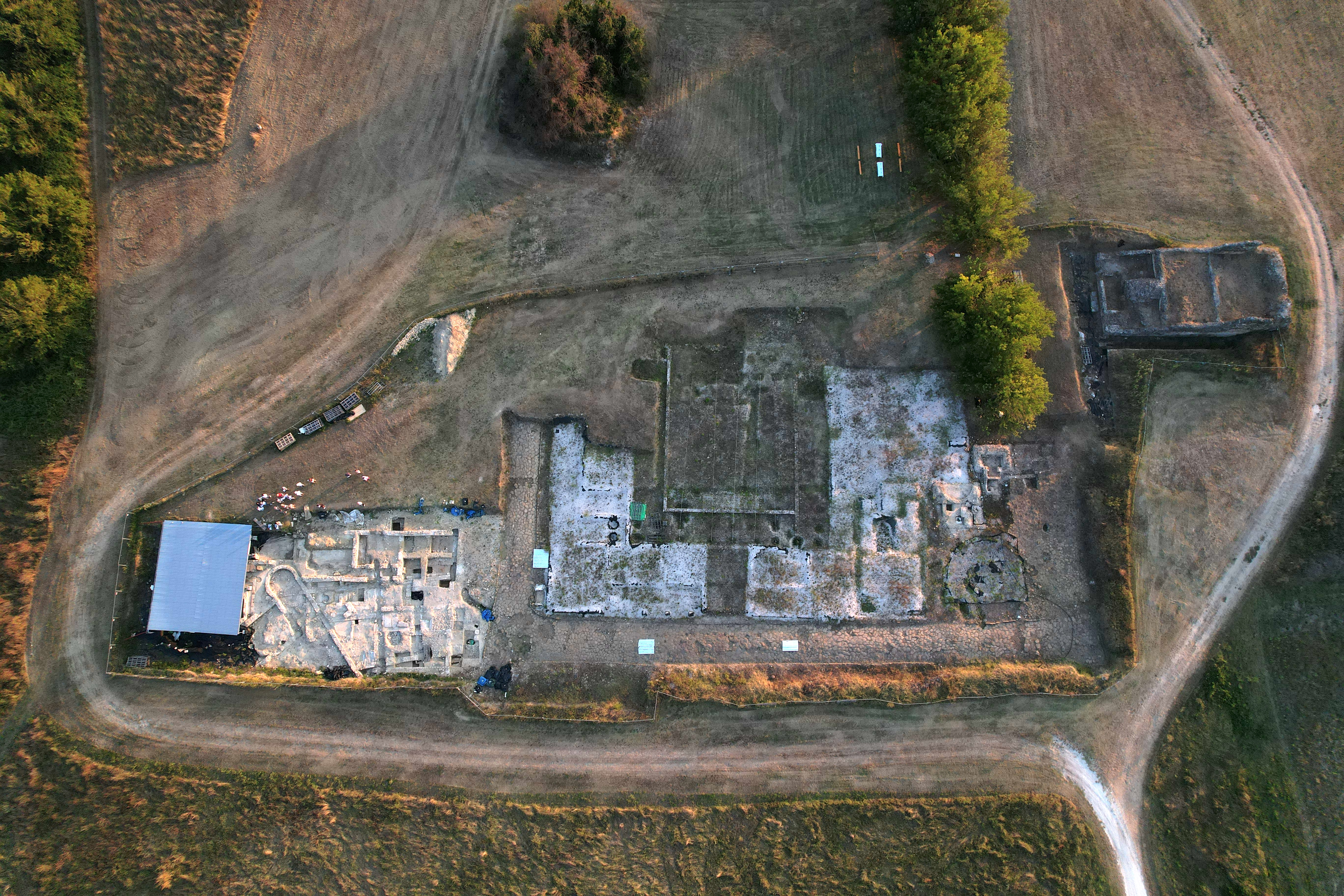
Ostra antica veduta aerea dell' area forense, da destra : Tempio su podio, Edificio a pianta circolare,Struttura 18,Struttura 19,Struttura 8 e zona della domus.

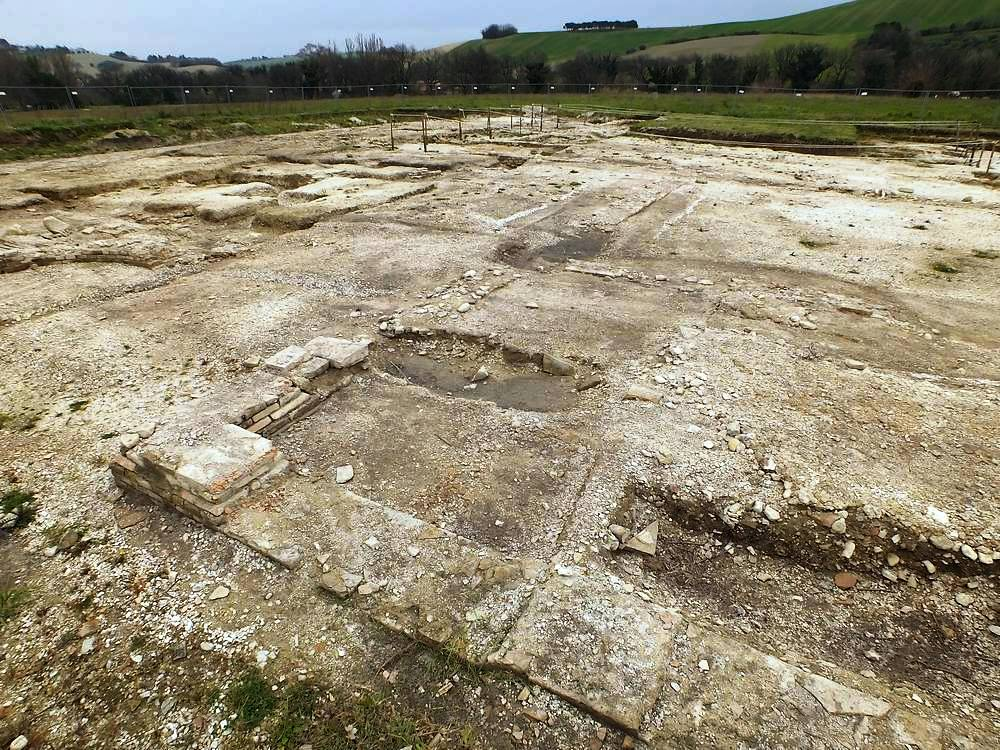
Ostra antica, area forense, corsie di voto della Struttura 14 sullo sfondo.

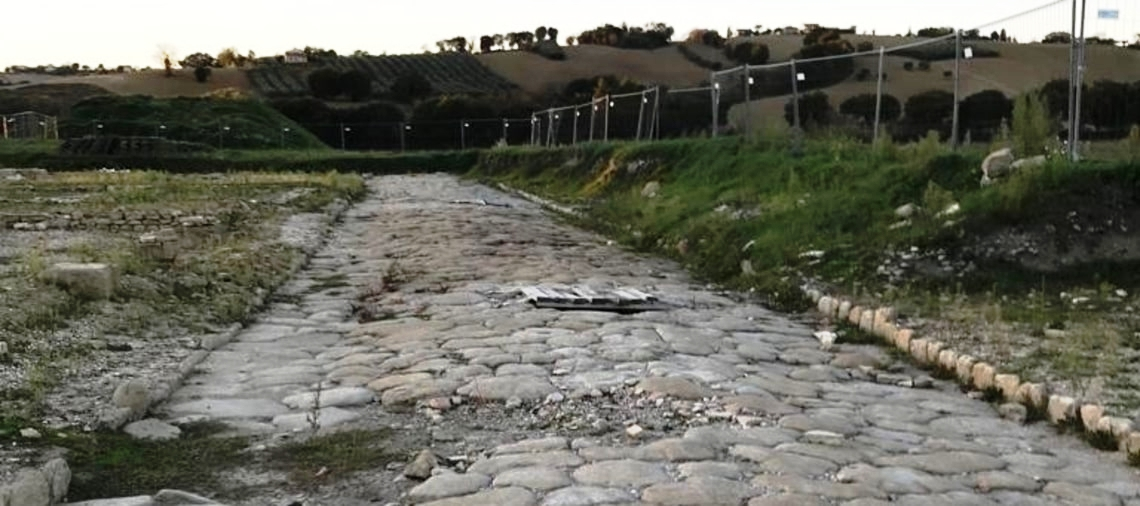
Ostra antica, area forense, strada basolata.

Con la nascita del municipium si assiste ai primi veri e propri interventi di monumentalizzazione del centro urbano. In questa fase, viene definita un'area forense di circa 75 × 65 m, che è oggetto di un intervento sistematico di regolarizzazione, consistente nella messa in opera di una serie di riporti di ghiaie dello spessore complessivo compreso tra i 30 e i 60 cm,  I due settori del foro sono allora separati da una canaletta di smaltimento della acque reflue in muratura di mattoni, che attraversa tutto il settore con direzione NO/SE. Viene inoltre realizzato un grande edificio di recente scoperta e attualmente in corso di studio (struttura 27), la cui funzione non è al momento definibile con precisione. Esso ha pianta rettangolare, e si presenta internamente suddiviso in due ambienti, costituiti da un portico di accesso e da una grande aula interna.
In età repubblicana nell'area occupata poi dalla struttura 8, era ubicata la struttura 14 che occupava questo stesso settore del foro e che venne smantellata nella seconda metà del I sec. d.C., probabilmente per lasciare spazio a quest'ultima. Il complesso in questione è costituito da una serie di pozzetti, disposti lungo i margini NE e SO del settore nord del foro, che risulta rialzato di circa 20-30 cm rispetto al resto della piazza forense, a seguito di un vasto riporto artificiale di ghiaie. I pozzetti posti sul lato NE del foro hanno forma quadrangolare (lato di 48-50 cm e profondità compresa tra 1,40 e 1,50 m) e sono disposti su due file parallele, distanziate di circa 1,90 m in direzione nord-sud. Sono note 6 coppie di pozzetti, situati a distanze reciproche comprese tra 2,40 e poco più di 4 m. Sul lato opposto del settore nord del foro, è stata rinvenuta un'altra serie di almeno tre pozzetti di forma quadrangolare, profondi tra i 90 e i 110 cm, disposti lungo un solo allineamento parallelo a quello esaminato in precedenza e con una buona corrispondenza tra i pozzetti situati alle due estremità opposte, a definire degli spazi longitudinali paralleli, lunghi circa 20 m. Immediatamente a nord di questa serie di pozzetti, è stato individuato uno spazio rettangolare, aperto sulla strada retrostante con un colonnato, che pare costituire un unico complesso con la struttura a pozzetti. Questo insieme è stato interpretato come una struttura destinata alle operazioni di voto in ambito municipale e per il quale è possibile proporre per l'edificio con colonnato, la funzione di diribitorium, l'area cioè in cui veniva effettuato lo spoglio delle "schede" in occasione delle consultazioni elettorali.
Sulla base della loro posizione decentrata rispetto alla piazza del foro, della loro organizzazione su file parallele e della loro forma pressoché quadrata, predisposta per l'alloggiamento di pali lignei di circa 1 piede di lato, questi pozzetti presentano forti analogie con quelli rinvenuti in alcuni contesti coloniali centro-italici (Fregellae, Cosa, Alba Fucens e Paestum) e, in altre realtà, coloniali e non, centro e nord-italiche (Aquileia, Iulia Concordia e Tuder), dove sono stati principalmente interpretati come strutture legate alle operazioni di voto, nell'ambito di comitia per l'elezione dei magistrati municipali.
Secondo l'interpretazione più accreditata, infatti, questi pozzetti dovevano servire per l'alloggiamento di pali lignei cui erano fissati lunghi canapi, atti a definire delle corsie, nelle quali il corpo civico si ripartiva in occasione delle operazioni elettorali, sulla base della rispettiva unità di voto. Tali ripartizioni del corpo elettorale erano la diretta conseguenza della generalizzazione delle pratiche del voto segreto e simultaneo attestate non solo a Roma, a partire dalla metà del II sec. a.C., ma anche in ambito municipale.
Con il periodo augusteo si assiste alla prima sistemazione dell'area forense in senso propriamente monumentale, quando, presso il punto di arrivo della principale strada urbana nella piazza, si ha l'edificazione di un sacello (struttura 18). Lo spazio interno viene suddiviso in due ambienti, uno anteriore, facente funzione di pronao, e uno posteriore, da interpretarsi come la cella, entro cui doveva essere posta la statua di culto.
Poco a sud-est, il sacello viene affiancato da un edificio ad esedra strettamente connesso con l'acqua (struttura 19), che inglobava al suo interno un pozzo, forse già esistente, con incamiciatura laterizia. Almeno in una prima fase, la struttura 19 presenta una planimetria simmetrica, costituita da una serie di piccole vasche e ambienti pavimentati in cotto, che si dispongono intorno a un ampio bacino semicircolare (diametro di 4,26 m), con fronte aperta verso il piazzale. Alle spalle di questi due edifici, in una fase probabilmente di poco successiva a questi interventi, era stato realizzato un edificio a pianta circolare di circa 11,20 m di diametro in forma di tholos, con peristasi esterna formata da una serie di colonne laterizie rivestite di stucco, che circondavano un ambiente interno di circa 4,5 m di diametro, probabilmente con funzione di cella.
Da questo momento inizia il processo di trasformazione monumentale del centro cittadino che in un paio di secoli circa giungerà alla sua forma evoluta. Tra l'età augustea e la fine del I secolo d.C., il foro di Ostra , è chiuso in un perimetro definito e ben isolato dalla viabilità, con all'interno i maggiori edifici destinati alle attività economiche, civili e religiose.
Tra la fine del I e gli inizi del II sec. d.C., un'opera di particolare impegno monumentale viene realizzata nel settore orientale del foro (struttura 8). Si tratta di un grande piazzale quadrato con lato di 28,40 m, porticato su tre lati e delimitato verso il foro da un muro continuo, entro cui si aprivano due ingressi. Al centro del lato opposto, si inseriva un’aula di culto a pianta rettangolare, il cui prospetto colonnato aggettava leggermente all'interno del cortile.
Successivamente al suo primo impianto, in una fase non databile con precisione, quest'aula fu ampliata arretrando il muro di fondo, fino al limite del marciapiede della strada retrostante. Sul piano architettonico, il complesso ostrense sembra ricalcare abbastanza fedelmente il modello del Templum Pacis di Roma, realizzato in età flavia con forma e funzioni che si discostano sensibilmente da quelli della serie dei fora imperiali della capitale. Le ricerche recenti hanno mostrato che esso si presentava come un vasto giardino, ornato da piante e giochi d’acqua, in cui la valenza sacrale si associava a quella artistico-culturale, per la presenza, al suo interno, di opere d'arte e di una biblioteca.
Questo modello di edificio in area nord-italica e transalpina è cosa nota. A queste ricorrenze si deve ora aggiungere quella di Ostra, che attesta un'indubbia vitalità del modello anche in area medio-adriatica. Per quanto riguarda la funzione del complesso ostrense, è molto probabile che, come nel caso di Roma, ci si trovi di fronte a un edificio polifunzionale, a connotazione religiosa, culturale e politica. A differenza però di quanto avviene a Roma e in gran parte dei centri che si dotano di una struttura analoga, dove essa costituisce un ampliamento degli spazi pubblici già esistenti, ad Ostra essa va ad occupare una parte della piazza forense, determinandone così una sensibile riduzione, con l'arretramento del lato nord-orientale di oltre 20 m.
Tra la fine del I e gli inizi del II secolo d.C., si ha la completa pedonalizzazione dell'area forense, con la realizzazione di un piazzale lastricato chiuso da un muro, nel quale si apriva un portale di accesso, chiaramente identificabile grazie alla presenza degli elementi della soglia e degli stipiti. Il piazzale basolato che conduce al foro è in pratica la prosecuzione e l'ampliamento del principale asse di ingresso in città, realizzato tuttavia con basoli aventi caratteristiche diverse da quelli della strada, da cui è peraltro separato mediante un cordolo che impedisce l'accesso ai carri. In questo modo il foro, che verosimilmente nelle sue prime fasi doveva essere aperto e attraversato dalla strada urbana principale, viene a definirsi come un complesso chiuso e compatto, in cui trovano posto i maggiori edifici di carattere religioso, civile e commerciale di Ostra. Altri interventi, sia pure minori, si datano alla seconda metà del II sec. d.C. con l'avanzamento della fronte del piccolo sacello (struttura 18) e con la realizzazione di un ampio edificio rettangolare (struttura 20), dalla funzione incerta, che va ad occupare lo spazio rimasto libero tra questo e struttura 8, e presenta internamente la tipica scansione in due ambienti, pronao e grande aula rettangolare. Si data inoltre a questi stessi anni l'ampliamento dell’aula di culto di struttura 8, che arriva così sino alla strada delimitante il lato settentrionale del foro.

## Scavi archeologici

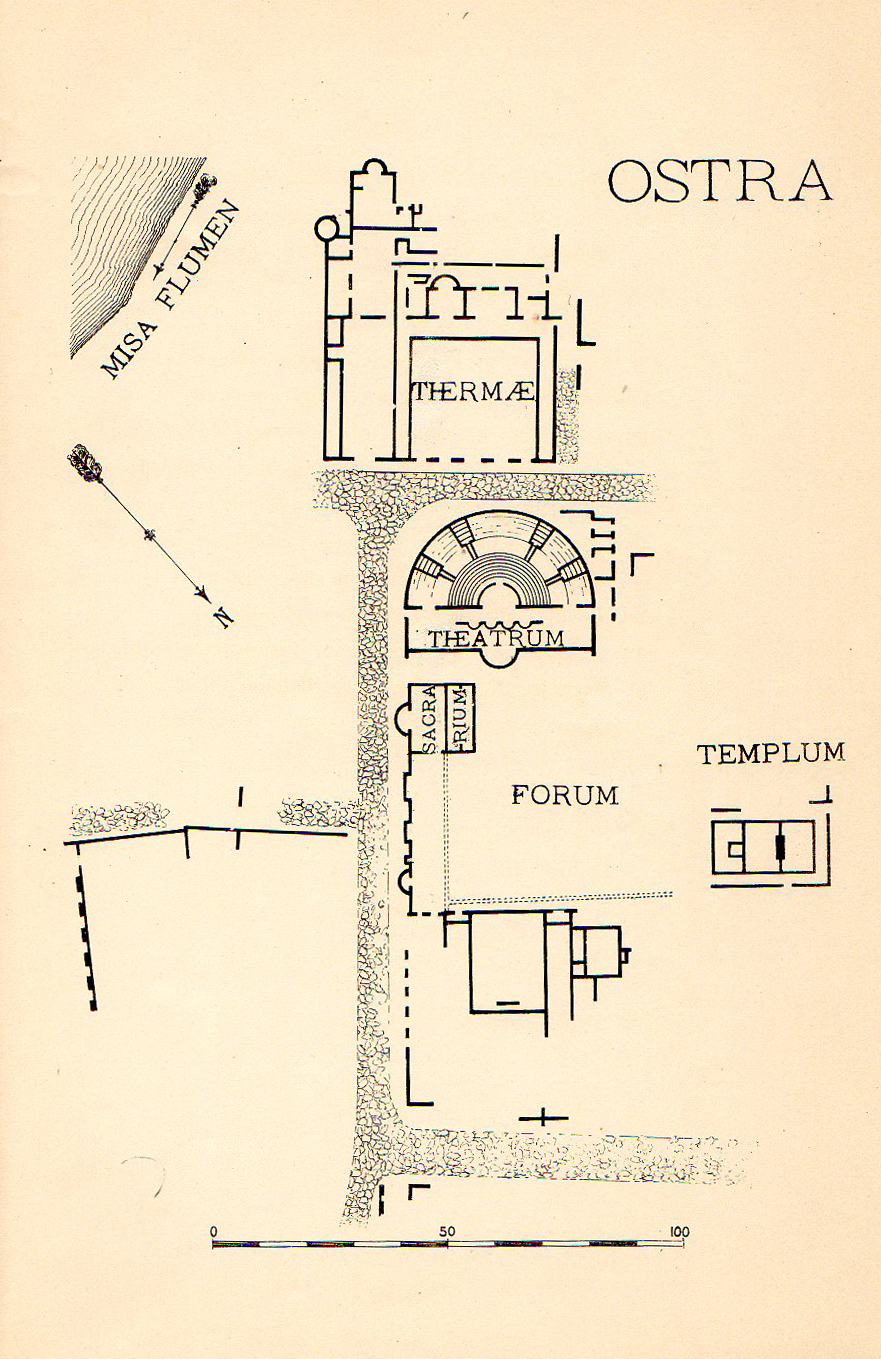
Mappa di Ostra antica, redatta durante gli scavi del 1903-1904 effettuati dal Cav. Baldoni.

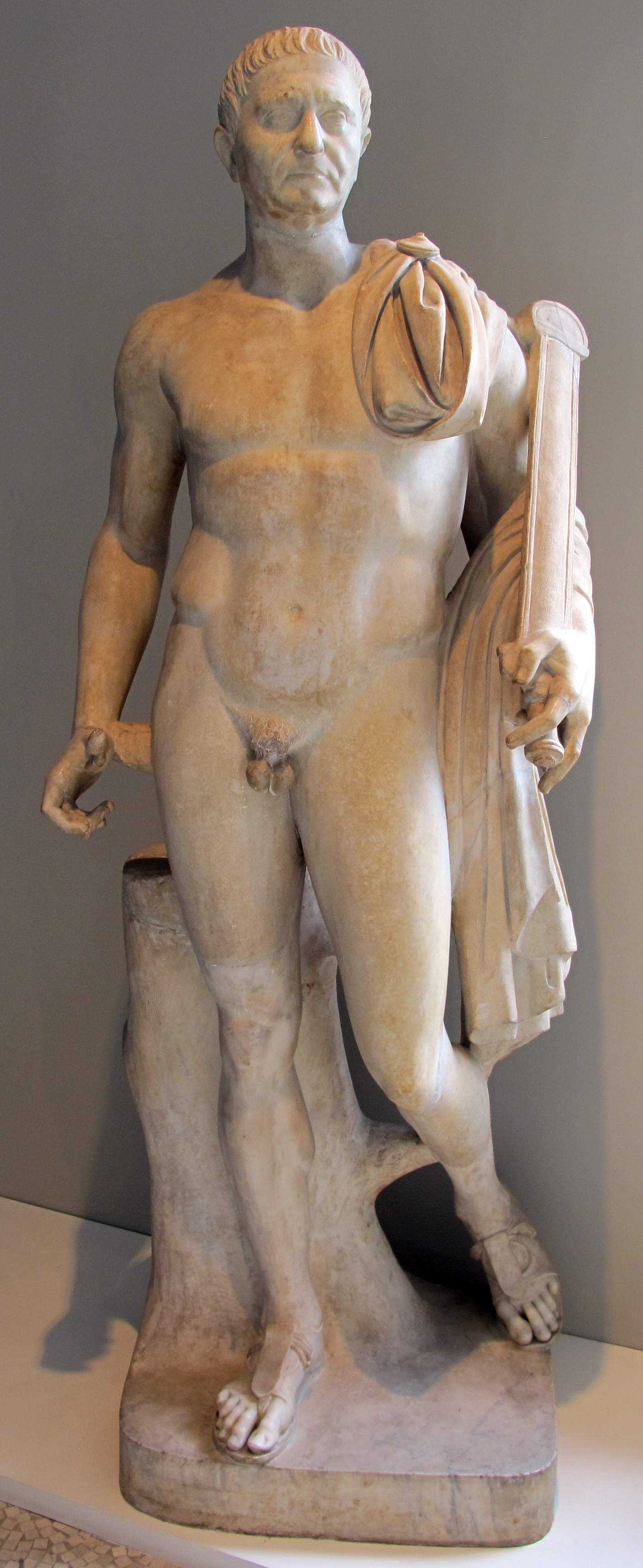
Statua probabilmente identificabile con l'imperatore Traiano proveniente dalla città di Ostra e attualmente conservata nel Musée d'art et d'histoire di Ginevra.
Una copia è visionabile presso il Museo civico-parrocchiale Maria Crocefisso Satellico di Ostra Vetere.

Ostra scompare come centro urbano all'inizio del medioevo, ma i suoi resti continuano in qualche modo ad essere, se non visibili, quanto meno avvertiti da chi coltivava o frequentava questa zona, tanto da portare ad indicare l'area con il significativo toponimo “Muracce”. Nel corso del tempo i lavori agricoli devono aver portato costantemente in luce materiali e strutture appartenenti all’antica città. Il ritrovamento più significativo del quale si ha menzione è quello di una statua maschile in nudità eroica, scoperta nel 1841 dalla famiglia Brunetti, nei terreni di proprietà del conte Franceschini di Montenovo. La statua venne in seguito venduta ad un possidente, Nicola Brunetti, per «un prezzo meschinissimo», e la ritroviamo nel 1865 a Bologna. Qui fu esaminata da una commissione dell’Accademia Reale di Belle Arti, che la definì «opera pregevolissima di scultura greco-romana dei bei tempi, e rappresentante l’imperatore Traiano sotto le forme di Marte». (della quale tuttavia l'identificazione è incerta, ora conservata al Musée d'art et d'histoire di Ginevra) Dopo che lo Stato italiano rifiutò di acquistare la statua e ulteriori passaggi di proprietà venne venduta nel 1893 alla città di Ginevra.
Il ritrovamento di questa statua, che è in una certa misura l'emblema di Ostra è alla base dei primi veri scavi condotti nel sito di Ostra, intrapresi tra il 1903 e il 1904 dal Cavalier Giuseppe Baldoni di Montalto, maggiore di Cavalleria, allora proprietario dei terreni su cui anticamente si estendeva la città., Gli scavi riportarono alla luce un edificio termale e il teatro, separati da una larga strada lastricata con direzione NO/SE. Un secondo asse viario perpendicolare al precedente e un terzo tratto parallelo al primo delimitavano una vasta area riconosciuta come il foro della città, sulla quale si affacciavano, oltre al teatro, alcuni edifici, tra cui il tempio su alto podio.
Per quanto riguarda l’impianto termale, furono messi in luce alcuni ambienti, tra i quali si è riconosciuto il
calidarium e il frigidarium, con pareti rivestite di marmo e il piano pavimentale a mosaico ed altre strutture pertinenti all'impianto termale. Per quanto concerne il teatro che, con i suoi 44,60 m di diametro, rappresenta il più piccolo edificio di tale tipologia rinvenuto nella regione marchigiana, ne furono messe in luce la scena, con la parete di fondo movimentata dall'alternanza di nicchie a pianta rettangolare e semicircolare, e parte di una pavimentazione in grandi lastre di cotto, riferibile alla zona dell'orchestra. Per quanto riguarda l'edificio templare, delle dimensioni di 25 m di lunghezza per 12 m di larghezza, gli scavi condotti agli inizi del 1900 all'interno degli ambienti raggiunsero una profondità di 1,80 m, rivelando per lo più materiale di risulta utilizzato per realizzare il podio, mentre quelli eseguiti all'esterno, lungo la facciata, portarono al ritrovamento delle lastre di calcare appartenenti alla pavimentazione del foro.
Dopo queste prime ricerche, non si ebbero nuovi scavi nel sito della città romana fino agli anni Ottanta del secolo scorso. Si datano infatti tra il 1985 e il 1990 alcuni interventi della Soprintendenza per i Beni Archeologici delle Marche, che comunque non apportarono sostanziali modifiche alla pianta della città romana, così come era stata definita sulla base delle esplorazioni del Baldoni.
Le campagne di scavo sono riprese nell'estate del 2006 mentre l'anno prima veniva siglata una convenzione tra l'Amministrazione comunale di Ostra Vetere, il Dipartimento di Archeologia dell’Università di Bologna e la Soprintendenza per i Beni Archeologici delle Marche per una ripresa dell'esplorazione sistematica nel sito della città. Questa convenzione era la conseguenza della richiesta, da parte dell'Amministrazione comunale di Ostra Vetere, allora retta dal sindaco Massimo Bello, al Dipartimento di Archeologia dell'Università di Bologna, di intraprendere delle regolari campagne di scavo nel sito della città romana, al fine di arrivare ad una musealizzazione e valorizzazione dell’area e si ripetono ogni estate sotto la direzione del dipartimento di archeologia dall'Università di Bologna e dal 2010 conta anche sulla partecipazione di un’equipe dell'Università Blaise Pascal di Clermont-Ferrand.

## Museo
Nel 2012 all'interno del Polo museale terre di Montenovo è stata inaugurato l'"Antiquarium Città Romana di Ostra" con l'intento di creare un collegamento tra questa struttura museale e l'area archeologica di Ostra antica. Dal 2006, vengono condotte dall'Università di Bologna e dall'Università francese di Clermont Ferrand, in periodo estivo, delle campagne di scavo finalizzate alla conoscenza della città e del suo patrimonio. I materiali provenienti dall'area archeologici sono stati posti all'interno delle bacheche. Sulle pareti della sezione troviamo dei pannelli con la descrizione di quanto emerso durante gli scavi che connotano la città di Ostra.
Il ritrovamento più importante effettuato nell'area risale però alla prima metà dell'Ottocento ed è costituito dalla statua in marmo pario di grandi dimensioni (oltre due metri) che raffigura probabilmente un personaggio pubblico locale con le fattezze di Traiano. Nel 2018 è stato possibile, grazie all’ impegno dell'amministrazione comunale ed a donazioni di aziende locali, effettuare una copia della statua che ora fa bella mostra di sè nei locali museali.

### Fonti antiche
- (LA) Plinio il vecchio, Naturalis Historia,  pp. Liber III, 114.,  Naturalis Historia,  Liber III,  114 (link al testo latino originale su la.wikisource)
- (GRC) Claudio Tolomeo, Geografia,  pp. Liber III, 1.
- Liber Coloniarum, [ii, 257]